# Billard aux Jeux mondiaux de 2025
Navigation
Birmingham 2022 Karlsruhe 2029
Les épreuves de billard des Jeux mondiaux de 2025 ont lieu du 10 au 16 août 2025 au Tianfu International Hotel Complex à Chengdu en Chine.
Sept épreuves sont prévues dans le cadre des sports de précision :
- deux épreuves de billard français (carom) 3 bandes (hommes, femmes),
- deux épreuves de snooker : 15 billes (hommes), 6 billes ou Super6 (femmes)
- trois épreuves de billard américain : jeu de la 10 (hommes, femmes), billard chinois à huit billes ou Heyball (en) (mixtes)

## Médaillés
| Épreuves                 | Or                    | Argent            | Bronze                   |
| ------------------------ | --------------------- | ----------------- | ------------------------ |
| Billard français hommes  | Cho Myung-woo         | Sameh Sidhom      | Martin Horn              |
| Billard français femmes  | Therese Klompenhouwer | Ayaka Miyashita   | Jackeline Perez          |
|                          |                       |                   |                          |
| Snooker hommes           | Xiao Guodong          | Michael Georgiou  | Alexander Widau          |
| Snooker femmes           | Bai Yulu              | Narucha Phoemphul | Ploychompoo Laokiatphong |
|                          |                       |                   |                          |
| Billard américain hommes | Olivér Szolnoki       | Gerson Martínez   | Joshua Filler            |
| Billard américain femmes | Han Yu                | Chezka Centeno    | Liu Shasha               |
| Heyball open             | Zhang Taiyi           | Jason Theron      | Tang Chunxiao            |

## Tableau des médailles
| Rang  | Nation | Or | Argent | Bronze | Total |
| ----- | ------ | -- | ------ | ------ | ----- |
| Total | Total  | -  | -      | -      | -     |